# 延斯
延斯是瑞士的城鎮，位於該國中西部，由伯恩州負責管轄，面積4.58平方公里，七成土地是農業用地，海拔高度437米，2011年人口667，人口密度每平方公里146人。